# James McFadden
James McFadden (ur. 14 kwietnia 1983 w Glasgow) – szkocki piłkarz występujący na pozycji skrzydłowego lub napastnika w Motherwell.
Jego gol strzelony 12 września 2007 dla reprezentacji Szkocji podczas pojedynku z Francją w ramach eliminacji do Euro 2008 jest uważany za najsłynniejszy gol w historii szkockiej piłki.

## Kariera klubowa

### Motherwell
James McFadden zawodową karierę rozpoczynał w 2000 roku w Motherwell, w barwach którego zadebiutował jeszcze w wieku siedemnastu lat. W sezonie 2002/2003 zdobył dziewiętnaście bramek w 34 ligowych spotkaniach i został wybrany najlepszym szkockim piłkarzem młodego pokolenia. Motherwell zajęło ostatnie miejsce w ligowej tabeli, jednak do drugiej ligi nie spadło. Stadion Falkirku, który miał awansował do Scottish Premier League nie spełniał bowiem wymagań i ostatecznie skład pierwszej ligi na kolejny sezon pozostał niezmieniony. W ostatnim meczu rozgrywek McFadden zaliczył hat-tricka w wygranym 6:2 spotkaniu z Livingston. W tamtym sezonie McFadden zanotował na swoim koncie również bardzo dużą liczbę żółtych kartek, których uzbierał łącznie piętnaście.

### Everton
Pozyskaniem McFaddena zainteresowało się wiele innych klubów. Ostatecznie Szkot trafił do Evertonu, który zapłacił za niego 1,25 miliona funtów. Pierwszą bramkę dla nowego zespołu zdobył ponad rok po przybyciu na Goodison Park. Debiutanckie trafienie zaliczył 1 stycznia 2005 roku, kiedy to Everton uległ Tottenhamowi Hotspur 5:2. Drugiego gola zdobył już tydzień później w pojedynku Pucharu Anglii z Plymouth Argyle.
W czasie sezonu 2005/2006 McFadden był bliski opuszczenia Evertonu, jednak ostatecznie dostał jeszcze jedną szansę i pozostał w zespole z Liverpoolu. 11 marca w meczu z Fulham zdobył bramkę z woleja z około 35 metrów. Dzięki temu trafieniu dostał szansę występu również w kolejnym spotkaniu z Aston Villą, w którym także wpisał się na listę strzelców, ponownie uderzeniem z woleja.
Początek sezonu 2006/2007 nie był zbyt udany dla szkockiego napastnika. Kluczową rolę w drużynie zaczął grać nowy nabytek Evertonu – angielski napastnik polskiego pochodzenia Andy Johnson, za którego "The Toffees" zapłacili ponad siedem milionów funtów. 24 stycznia McFadden doznał złamania nogi w śródstopiu i był wykluczony z gry na trzy miesiące. Po powrocie do gry już 15 lipca zdobył gola w meczu z Charltonem Athletic. Strzał z woleja w tym spotkaniu został wybrany przez czytelników portalu SkySports.com najlepszą bramką sezonu.
McFadden wpisał się na listę strzelców także 4 października w zwycięskim spotkaniu Pucharu UEFA z Metalistem Charków. Przesądzone jednak już było, że Szkot opuści Everton w zimowym okienku transferowym. Był przymierzany do gry w Celticu, jednak do transferu ostatecznie nie doszło. 2 stycznia 2008 roku po zdobyciu bramki w meczu z Middlesbrough Szkot pocałował czarną opaskę na ramieniu, która symbolizowała pamięć Phila O'Donnella, piłkarza Motherwell, który zmarł kilka dni wcześniej po zasłabnięciu na boisku.

### Birmingham
18 stycznia 2008 roku McFadden podpisał kontrakt z Birmingham City, które wcześniej już dwa razy składało Evertonowi ofertę kupna Szkota. Z nowym klubem podpisał 3,5-letni kontrakt z opcją przedłużenia go o kolejne dwa lata. Birmingham zapłaciło za Szkota 5,5 miliona funtów. Swojego pierwszego gola w nowym klubie McFadden zdobył z rzutu karnego w pojedynku z West Hamem United. W następnym spotkaniu z Arsenalem najpierw uzyskał trafienie strzałem z rzutu wolnego, a następnie zdobył bramkę z rzutu karnego w ostatniej minucie doliczonego czasu gry.

### Kolejne lata
W 2011 roku McFadden wrócił do Evertonu. Grał też w Sunderlandzie, Motherwell oraz w St. Johnstone, a w 2015 roku wrócił do Motherwell.

## Kariera reprezentacyjna
McFadden zadebiutował w reprezentacji Szkocji w wieku dzewiętnastu lat, kiedy to "The Tartan Army" w czasie tournée po Dalekim Wschodzie podejmowali Republikę Południowej Afryki. Swoje pierwsze trafienie dla drużyny narodowej McFadden zaliczył 6 września 2003 roku podczas meczu z Wyspami Owczymi na Hampden Park w ramach eliminacji do Euro 2004.
McFadden uczestniczył między innymi w nieudanych dla Szkotów eliminacjach do Euro 2008. Szkoci trafili w nich do grupy B, gdzie ich przeciwnikami byli między innymi mistrzowie świata Włosi i wicemistrzowie świata Francuzi. Podopieczni Alexa McLeisha przez wielu skazywani na porażkę radzili sobie nadspodziewanie dobrze i na kilka kolejek przed końcem eliminacji byli o krok od sprawienia sensacji i awansowania na Euro. Wyjazdowe zwycięstwo nad Francją po golu McFaddena praktycznie zapewniało im już miejsce na tej imprezie, a niesamowita bramka strzelona przez wychowanka Motherwell przeszła do historii szkockiej piłki. Później jednak Szkoci niespodziewanie ulegli Gruzji, a w meczu ostatniej szansy z Włochami stracili gola w ostatniej minucie i ich marzenia o wyjeździe na mistrzostwa Europy się skończyły.

### Gole w reprezentacji
| #   | Data       | Miejsce   | Przeciwnik         | Wynik       | Mecz                    |
| --- | ---------- | --------- | ------------------ | ----------- | ----------------------- |
| 1.  | 06.09.2003 | Glasgow   | Wyspy Owcze        | wygrana 3:1 | eliminacje do Euro 2004 |
| 2.  | 15.11.2003 | Glasgow   | Holandia           | wygrana 1:0 | baraże do Euro 2004     |
| 3.  | 31.03.2004 | Glasgow   | Rumunia            | porażka 2:1 | towarzyski              |
| 4.  | 27.05.2004 | Tallinn   | Estonia            | wygrana 1:0 | towarzyski              |
| 5.  | 03.09.2004 | Walencja  | Hiszpania          | remis 1:1   | towarzyski              |
| 6.  | 17.11.2004 | Edynburg  | Szwecja            | porażka 4:1 | towarzyski              |
| 7.  | 04.06.2005 | Glasgow   | Mołdawia           | wygrana 2:0 | eliminacje do MŚ 2006   |
| 8.  | 12.10.2005 | Celje     | Słowenia           | wygrana 3:0 | eliminacje do MŚ 2006   |
| 9.  | 11.05.2006 | Kobe      | Bułgaria           | wygrana 5:1 | towarzyski              |
| 10. | 02.09.2006 | Glasgow   | Wyspy Owcze        | wygrana 6:0 | eliminacje do Euro 2008 |
| 11. | 08.09.2007 | Glasgow   | Litwa              | wygrana 3:1 | eliminacje do Euro 2008 |
| 12. | 12.09.2007 | Paryż     | Francja            | wygrana 1:0 | eliminacje do Euro 2008 |
| 13. | 13.10.2007 | Glasgow   | Ukraina            | wygrana 3:1 | eliminacje do Euro 2008 |
| 14. | 10.09.2008 | Reykjavík | Islandia           | wygrana 2:1 | eliminacje do MŚ 2010   |
| 15. | 05.09.2009 | Glasgow   | Macedonia Północna | wygrana 2:0 | eliminacje do MŚ 2010   |

## Życie prywatne
Urodzony w Glasgow McFadden uczył się w Turnbull High School w Bishopbriggs. W czerwcu 2007 roku po długim narzeczeństwie wziął ślub z Gillian Hunter, a uroczystość ta odbyła się w Hamilton. Zamiast o prezenty, młoda para poprosiła gości o pomoc finansową dla jednego z oddziałów szpitala Wishaw General. Ten sam szpital rok wcześniej z wielką przyjemnością przyjął przedwcześnie urodzonego syna Jamesa.